# Marcel Łoziński
Marcel Łoziński (né le 17 mai 1940 à Paris) est un réalisateur et scénariste polonais. 
Avant de s’inscrire à l’École nationale de cinéma de Łódź en 1967, Marcel Łoziński, déjà diplômé de la faculté de communication de l’École polytechnique de Varsovie avait travaillé comme ingénieur du son au Studio des films documentaires de Varsovie (Wytwornia Filmów Dokumentalnych).
Il a réalisé 22 films depuis 1972. Il a été nommé en 1994 pour un Oscar du cinéma pour le Meilleur court métrage documentaire 89 mm d'écart.
Il est, depuis 1995, membre de l’Académie des arts et des sciences du cinéma (American Academy of Motion Picture Art and Science). Il a obtenu en 2004 le Prix de la liberté décerné au Festival international du film de Berlin. 

## Filmographie
- Happy End (1973) ;
- Une visite (Wizyta, 1974) ;
- Collision frontale (Zderzenie czołowe, 1975) ;
- Comment vivre (Jak żyć, 1977) ;
- Le Baccalauréat (Matriculation, Egzamin dojrzalosci, 1979) ;
- Essai de microphone (Próba mikrofonu, 1980) ;
- Exercices d’atelier, (Ćwiczenia warsztatowe, 1984) ;
- Ma place (Moje miejsce, 1985) ;
- Témoins (1988) ;
- La Pologne comme jamais vue à l’Ouest (45-89, 1990) ;
- Dans la forêt de Katyń (Las Katyński, 1990) ;
- Sept juifs de ma classe (Siedmiu Żydów z mojej klasy, 1992) ;
- 89 mm d’écart (89 mm od Europy, 1993) ;
- La Pologne après la victoire 1989-1995 (Po zwycięstwie 1989-1995, 1995) ;
- Tout peut arriver (Wszystko może się przytrafić, 1995) ;
- So It Doesn’t Hurt (Żeby nie bolało, 1998) ;
- Comment ça se fait (Jak to się robi, 2006) ;
- If It Happens (A gdyby tak się stało, 2007) ;
- Poste restante (2008) ;
- Tonia et ses enfants (Tonia i jej dzieci, 2010), couronné en mai 2011 par le prix du meilleur réalisateur de documentaire (Złoty Lajkonik/Cheval d'Or) au 51e Festival du film de Cracovie[1] ;
- Father and Son on a Journey (Ojciec i syn w podróży, 2013), avec Paweł Łoziński qui a réalisé avec le même tournage le film intitulé Father and Son (Ojciec i syn).